# Club de Derb Jeunesse d'Oran
Maillots
Le Club Derb Jeunesse d'Oran (en arabe : نادي درب شبيبة وهران), anciennement Club des Joyeusetés d'Oran ou simplement CDJ Oran est un club de football algérien dont le club omnisports a été fondé le 14 avril 1894 au quartier Derb dans la ville d'Oran.
C'est le club le plus ancien d'Algérie. Il est également le 1er club vainqueur de la Coupe des coupes de l'ULNA. Ainsi qu'il est le seul club à avoir remporté le triplé Championnat locale, Coupe des coupes et Coupe des champions de l'ULNA en 1930/31 (record partagé avec le club marocain Wydad AC). Il évolue actuellement au Championnat d'Algérie D6 - Ligue du Wilaya d'Oran (Groupe B).

## Histoire

### Fondation et gloire

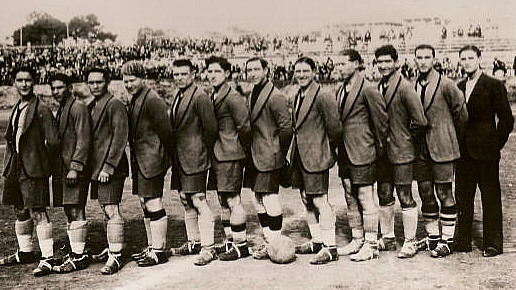
Le CDJ Oran en 1934

Le Club des Joyeusetés d'Oran a été fondé le 14 avril 1894 par des colons européens du quartier El-Derb à Oran sous le nom du Club des Joyeusetés. La section de football, quant à elle, a été créée le 10 juillet 1897, mais elle n'est déclarée que le 28 avril 1905.
Après la fin de la Deuxième Guerre mondiale, une nouvelle génération de joueurs talentueux s'est formée dans l'équipe mais malheureusement les meilleurs de ses joueurs vont partir vers de nouveaux clubs tels que le Football Club Oran récemment formé à l'époque. Le club descendra en deuxième division jusqu'à sa dissolution en 1962 avec l'indépendance de l'Algérie et le départ des Européens.

### Renaissance
Après l'Indépendance de l'Algérie, la section football fut ressuscitée à nouveau dans les années 1990 par les jeunes oranais du quartier Derb sous le nom de Club de Derb Jeunesse, appelé aussi Club des Jeunes. Actuellement le club joue dans les divisions inférieures de la ligue d'Oran en Ligue de Wilaya d'Oran (Groupe B).

### Historique du Logo

Logo ancien

## Infrastructures

### Stade de Turin
C'est le premier stade du CDJ qui se situe au quartier Gambetta, jusqu'à la construction du Stade Étienne Gay dans le même quartier

### Stade Kaddour Keloua
Il est devenu le stade principal du club à son ouverture en 1927, il a une capacité de 4 000 spectateurs. Il est nommé à son inauguration Stade Étienne Gay du nom du propriétaire des fameuses caves d’Oran, et sénateur de la ville, Étienne Gay réalise ce stade dans le quartier Gambetta.
Réel passionné de football, Étienne Gay restera quelques saisons à Oran après l'indépendance pour aider à la mise en place des nouveaux championnats algériens. L'enceinte elle sera rebaptisée Stade Kaddour Keloua, au nom du martyre de la Guerre d'Algérie Kaddour Keloua.
Le club résidera dans l'enceinte jusqu'en 1962. L'année où le club est dissous avec le départ des colons européens après l'indépendance de l'Algérie.

### Stade Allal Toula
Avec la résurrection du CDJ dans les années 1990 sous le nom du Club de Derb Jeunesse d'Oran, le club prend comme domiciliation le stade Allal Toula (ex stade de l'ASE) qui se trouve au quartier Hai Mahieddine (ex. Eckmühl). Il y joue jusqu'à nos jours.

## Palmarès
| Compétitions nationales | Compétitions internationales |
| --- | --- |
| - Championnat d'Oranie (DH) (7) : - Champion: 1914, 1930, 1931, 1934, 1937, 1938, 1939, 1942 - Vice-champion : 1946, 1947 - Coupe d'Oranie (3) : - Vainqueur : 1925, 1927, 1928 - Finaliste : 1923, 1929, 1941 - Championnat de la Ligue d'Oranie (FNAFA) (1) : - Champion : 1928 - Coupe de la Ligue d'Oranie (FNAFA) (3) : - Vainqueur : 1927, 1928, 1929 | - Coupe des coupes de l'ULNA (4) Record : - Vainqueur : 1931, 1933, 1934 et 1935 - Finaliste : 1942 - Ligue des champions de l'ULNA (1) : - Champion : 1931 - Vice-champion : 1937 et 1942 - Supercoupe de l'ULNA (1) : - Vainqueur : 1931 |

## parcours

### Classement en championnat d'Oranie par année
- 1920-21 : Division d'Honneur, ?e
- 1921-22 : Division d'Honneur, ?e
- 1922-23 : Division d'Honneur, ?e
- 1923-24 : Division d'Honneur, ?e
- 1924-25 : Division d'Honneur, ?e
- 1925-26 : Division d'Honneur, ?e
- 1926-27 : Division d'Honneur, ?e
- 1927-28 : Division d'Honneur, ?e
- 1928-29 : Division d'Honneur, ?e
- 1929-30 : Division d'Honneur, 1re Champion
- 1930-31 : Division d'Honneur, 1re Champion
- 1931-32 : Division d'Honneur, ?e
- 1932-33 : Division d'Honneur, ?e
- 1933-34 : Division d'Honneur, 1re Champion
- 1934-35 : Division d'Honneur, ?e
- 1935-36 : Division d'Honneur, ?e
- 1936-37 : Division d'Honneur, 1re Champion
- 1937-38 : Division d'Honneur, 1re Champion
- 1938-39 : Division d'Honneur, 1re Champion
- 1939-40 : Division d'Honneur, ?e
- 1940-41 : Division d'Honneur, ?e
- 1941-42 : Division d'Honneur, 1re Champion
- 1942-43 : Division d'Honneur, ?e
- 1943-44 : Division d'Honneur, ?e
- 1944-45 : Division d'Honneur, ?e
- 1945-46 : Division d'Honneur, ?e
- 1946-47 : Division d'Honneur, ?e
- 1947-48 : Division d'Honneur, ?e
- 1948-49 : Division d'Honneur, ?e
- 1949-50 : Division d'Honneur, ?e
- 1950-51 : Division d'Honneur, 5e
- 1951-52 : Division d'Honneur, 6e
- 1952-53 : Division d'Honneur, 10e
- 1953-54 : Division d'Honneur, 7e
- 1954-55 : Division d'Honneur, 10e
- 1955-56 : Division d'Honneur, ?e
- 1956-57 : Division d'Honneur, ?e
- 1957-58 : Division d'Honneur, ?e
- 1958-59 : Division d'Honneur, ?e
- 1959-60 : Division d'Honneur, ?e
- 1960-61 : Division d'Honneur, ?e
- 1961-62 : Division d'Honneur,  ?e

## Joueurs amblématiques
- Abdelkader Fréha
- René-Marcel Bernardi
- Louis Mistral
- André Castro
- René Corby
- Marcel Dragutini
- Gustave Dubus
- Léopold Dubus
- Michel Frutuoso
- Antoine Funes
- Ernest Poquet
- Alfred Py
- Paul Vincent Ros
- Jean Salvani
- René Thomas
- Joseph Tortosa